# Robotsystem 23 BAMSE
Robotsystem 23 BAMSE (Bofors Advanced Missile System Evaluation), även benämnt Luftvärnssystem 23, är ett markbaserat luftvärnsrobotsystem med medellång räckvidd. Det fyller luckan i räckvidd som lämnas mellan närluftvärnet Robotsystem 90 och Robotsystem 70 och höghöjdssystemen Robotsystem 97 och Robotsystem 103. Systemet består av en underrättelseenhet, UndE23 samt en eller flera eldenheter, EldE23, laddade med sex robotar var.

## Historik
Systemet började utvecklas 1993 av dåvarande Ericsson Microwave Systems AB (Numera Saab Surveillance) och dåvarande Bofors AB (Numera Saab Dynamics AB). Saab Dynamics AB har det övergripande ansvaret för systemet och utvecklar och tillverkar eldenheten EldE23. Saab Surveillance utvecklar och tillverkar underrättelseenheten UndE23 samt eldenhetens eldledningsradar. Första versionen av UndE23 stod klar år 2000, medan EldE23 blev klar under 2003.

## Underrättelseenheten UndE 23

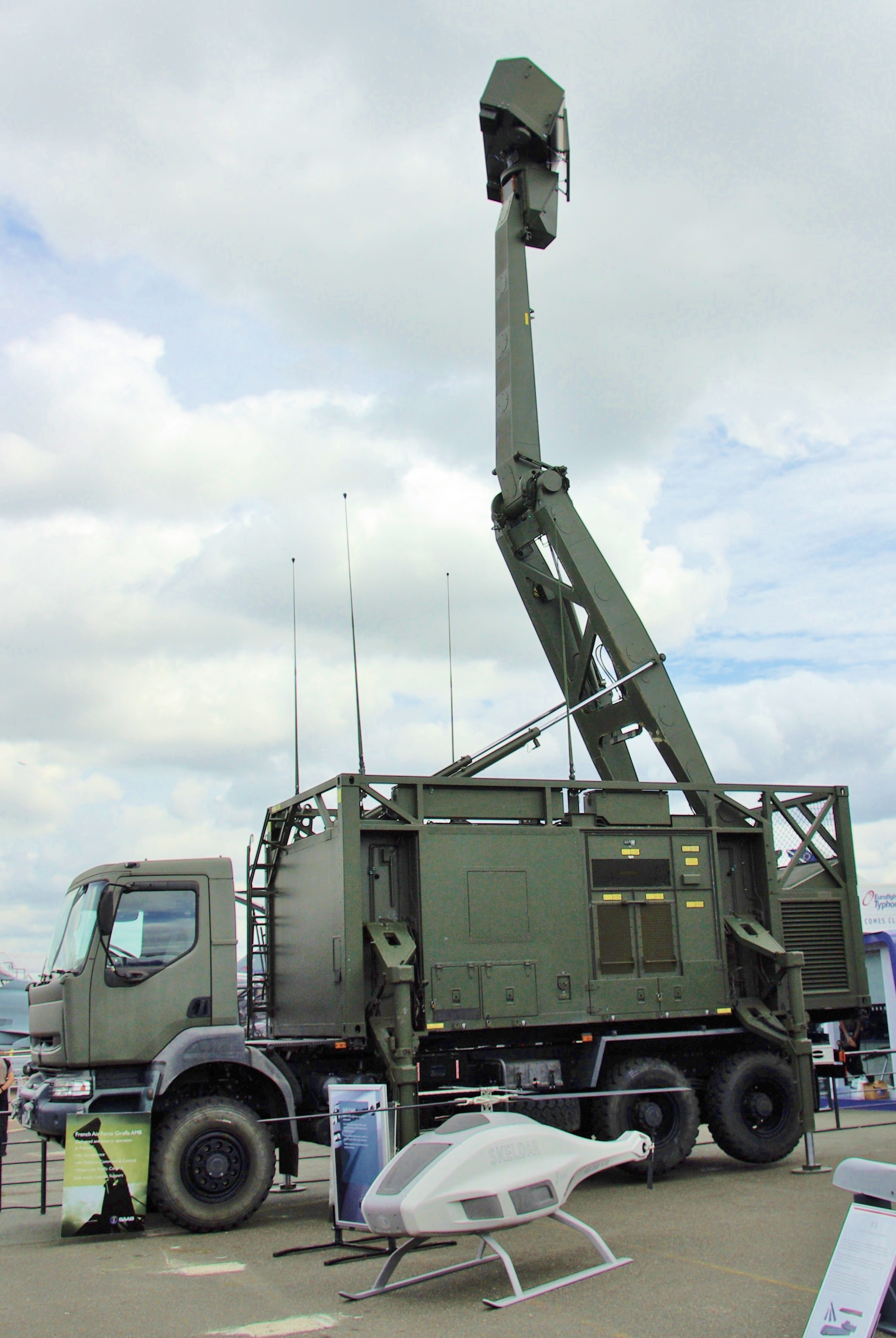
UndE23, Le Bourget Air Show 2007.

UndE 23 har en centralspaningsradar tillhörande Giraffe-familjen av radarsystem, som opererar på C-bandet som ger operatören en tredimensionell bild av omgivningen. Underrättelseenheten sammanställer läget utifrån information från den egna radarn, från stridsledningssystemet StriC, luftlägesinformationssystemet LuLIS och/eller andra radarstationer. Informationen bearbetas och mål rangordnas och prioriteras utifrån hotbild och anvisas sedan till lämplig eldenhet med hänsyn till läge, terrängbild och laddstatus.
UndE 23 kan även fungera som spaningsstation för Robotsystem 70, 90 och 97 HAWK.

## Eldenheten EldE 23
EldE 23 är en robotvagn som kan bogseras av valfritt dragfordon. Inuti vagnen finns plats för två operatörer, stridsledare och skytt, och på vagnens tak finns en lavett med plats för sex skjutklara robotar. På taket finns även en 8 meter hög fällbar mast som håller eldledningsradar och IR-kamera. Radarn som opererar på Ka bandet mäter in både mål och roboten, eldledningsdator räknar ut styrkommandon för roboten som sänds till roboten med hjälp av radarn. EldE 23 får måldata från underrättelseenheten UndE 23, men kan även operera oberoende om det krävs. Lavetten kan laddas om i fält.

## Användning inom Försvarsmakten
Försvarsmakten började utbilda värnpliktiga vid Luftvärnsregementet (Lv 6) på robotsystemet under 2008. Dock kom systemet ej att upptas till att ingå i insatsorganisationen, utan det används endast som demonstratorförband.
Den 1 juli 2019 förstärktes luftförsvaret av Gotland genom att 18. stridsgruppen tillfördes systemet, efter ett beslut av överbefälhavare Micael Bydén. Systemet förbandssattes efter att ingått i förbandsreserven (demonstratorförband). Bakgrunden till överbefälhavarens beslut var "en snabb lösning för att här och nu kunna möta en ny hotbild".
Den 16 mars 2021 meddelade Försvarsmakten att enheterna i Robotsystem 23 genomgått tester och service hos Saab i Karlskoga och på nytt återinförs i Försvarsmakten för att placeras på Gotland.
Den 25 april 2023 meddelade Försvarsmakten att systemet var infört och hade använts framgångsrikt skarpt den 24 april 2023. 

## Kritik
Robotsystem 23 BAMSE fick kritik[när?] för namnvalet av Maria Ermanno från Svenska freds- och skiljedomsföreningen och seriefiguren Bamses författare Rune Andréasson. Andréasson skrev i ett brev till Svenska freds- och skiljedomsföreningen: "Att ge ett vapen namn associerande till en barnens figur som i decennier har stått för icke-våld, tolerans och solidaritet vittnar om en sådan omdömeslöshet, att man inte heller i övrigt kan hysa tilltro till vapenindustrin". Ermanno skrev en debattartikel i Aftonbladet 24 januari 2000 i samma ämne och vädjade om att man borde ge robotsystemet ett annat namn, och på så vis "ge Rune rätt postumt".